# Gambling School
Gambling School, aussi connue sous le titre Kakegurui (賭ケグルイ), est une série de manga écrite par Homura Kawamoto et dessinée par Tōru Naomura. L'histoire se déroule dans une prestigieuse académie fréquentée par des élèves fortunés qui ont adopté leur propre hiérarchie basée sur leurs aptitudes aux jeux d'argent.
Le manga est prépublié dans le magazine de prépublication de manga Monthly Gangan Joker de Square Enix le  depuis mars 2014. La version française est éditée par Soleil Productions dans sa collection Soleil Manga depuis septembre 2017. Trois séries dérivées de mangas sont également publiées par Square Enix, respectivement depuis 2015, 2016 et 2017.
Une adaptation en série télévisée d'animation par le studio MAPPA est initialement diffusée au Japon entre le 1er juillet et le 23 septembre 2017 ; elle est suivie d'une seconde saison diffusée entre le 9 janvier et le 27 mars 2019.
Une adaptation en drama, réalisée par Tsutomu Hanabusa, est diffusée au Japon sur MBS entre le 15 janvier et le 19 mars 2018 ; sa suite est diffusée entre le 1er et le 29 avril 2019. Également réalisée par Tsutomu Hanabusa, une adaptation en film live-action est sortie le 3 mai 2019. Un deuxième film est sorti le 1er juin 2021. La série dérivée Kakegurui Twin est également adaptée en drama, diffusé entre le 26 mars et le 16 avril 2021, ainsi qu'en ONA le 4 août 2022.

## Synopsis
L'histoire se passe à l'Académie privée Hyakkaō, qui abrite les étudiants les plus riches et les plus privilégiés du Japon. De nombreux dirigeants et professionnels sont issus de cette école. 
Cette école a une certaine particularité : les élèves ne sont pas évalués selon leurs capacités physiques et intellectuelles, mais plutôt selon leurs performances aux jeux d'argent, qui détermine leur statut à l'école et leur place au niveau de la hiérarchie. 
Par conséquent, certains élèves se retrouvent en bas de l'échelle sociale instaurée dans cette école parce qu'ils sont de mauvais payeurs : soit parce qu'ils ne payent pas assez, soit car ils sont trop endettés. Les 100 élèves se trouvant au plus bas de l'échelle sociale sont traités comme du bétail. Ils sont privés de nombreux droits et sont forcés de porter un collier avec un badge mentionnant leur appartenance, « Pochi » (ポチ) pour les garçons et « Mike » (ミケ) pour les filles. Ces élèves sont souvent maltraités et considérés comme des esclaves par ceux qui détiennent leur argent. Un seul privilège leur est accordé : celui de pouvoir défier n'importe qui sans que cette personne puisse refuser, mis à part les plus haut gradés, afin de trouver l'opportunité de changer et de redevenir un élève « normal ». 
L'histoire se centre sur l'apparition d'une nouvelle étudiante, Yumeko Jabami, à la recherche d'adrénaline. Celle-ci commence activement à perturber la hiérarchie de l'école, tandis que le Conseil des élèves tente de trouver un moyen de l'arrêter.

## Personnages

### Personnages principaux
Yumeko Jabami (蛇喰 夢子, Jabami Yumeko)
Voix japonaise : Saori Hayami, voix française : Sophie Tavert
Elle est une étudiante récemment transférée à Hyakkaō. Bouleversant les choses à l'école en s'engageant dans une série de jeux de plus en plus risqués, elle s'expose elle et son argent à un risque certain.
À première vue, c'est une splendide bishōjo. Cependant, elle prend beaucoup de plaisir lorsqu'elle doit prendre des risques pendant les parties de jeux, Ryōta signalant même qu'elle serait atteinte de la « folie du jeu ». Elle est très observatrice et peut rapidement trouver les façons dont les jeux sont manipulés en faveur de ses adversaires. Elle ne semble pas accorder une grande importance à l'argent.
Après sa défaite contre Yuriko Nishinotōin, elle se retrouve endettée de 310 millions de yens, devenant une Mike, mais parviendra à sortir de cette situation en s'associant à Mary.
En enquêtant sur elle, la secrétaire du CDE va découvrir qu'elle est orpheline et paye seule les onéreux frais de santé de sa grande sœur, hospitalisée. Yumeko posséderait donc des actifs encore inconnus.
Ryōta Suzui (鈴井 涼太, Suzui Ryōta)
Voix japonaise : Tatsuya Tokutake (ja), voix française : Stéphane Di Spirito
Ryōta est une personne timide et n'a plus beaucoup d'argent à la suite de sa défaite contre Mary, qui a fait de lui un Pochi. Étant dans la même classe que Mary et Yumeko, il sert de guide pour cette dernière, étant donné qu'elle vient d'être transférée.
Il est par la suite libéré de sa dette grâce à Yumeko qui a battu Mary alors que celle-ci manipulait la partie avec Ryōta. Depuis, il est souvent aux côtés de Yumeko, assistant aux jeux auxquels cette dernière participe.
Mary Saotome (早乙女 芽亜里, Saotome Me'ari)
Voix japonaise : Minami Tanaka, voix française : Emilie Charbonnier
Douée en paris, Mary est une élève respectée de sa classe, qui a su « asservir » les deux tiers de ses camarades en les battant aux jeux. C'est elle qui avait fait de Suzui un Pochi et son « esclave personnel ». Elle était le personnage central de la classe avant que Yumeko s'y intègre. Elle la défie alors à une partie de Jan-Ken-Pon et perd lamentablement contre celle-ci, qui dévoile sa stratégie de triche. Mary devient alors une Mike. Elle aggravera encore sa dette après avoir perdu contre un membre du CDE, Yuriko Nishinotōin.
Bien que très orgueilleuse et après moult péripéties, elle deviendra l'alliée de Yumeko. Lors du Jeu de Remplacement des Dettes, elle parviendra à rembourser sa dette.

### Personnages secondaires

#### Le Conseil des élèves
Itsuki Sumeragi (皇 伊月, Sumeragi Itsuki)
Voix japonaise : Yūki Wakai (ja), voix française : Marie Dessalle
La fille du président de l'un des principaux fabricants de jouets japonais. Elle est un membre du Conseil des élèves (CDE) tout en étant une première année. Elle aime collectionner les ongles humains, qu'elle obtient aux jeux, et est dotée d'une mémoire exceptionnelle.
Après avoir perdu face à Yumeko dans un jeu de Concentration, elle perd également son siège au CDE et commence à faire appel à Yumeko dans l'espoir de retrouver son poste.
Yuriko Nishinotōin (西洞院 百合子, Nishinotōin Yuriko)
Voix japonaise : Karin Nanami (ja), voix française : Emmanuelle Lambrey
Membre du CDE et élève de troisième année, elle est également la présidente du club de recherche sur la culture traditionnelle. En silence, elle utilise sa position pour protéger les filles du club et les empêcher d'être asservies par les autres.
Elle est à l'origine de la grosse dette de Yumeko.
Midari Ikishima (生志摩 妄, Ikishima Midari)
Voix japonaise : Mariya Ise, voix française : Elise Gamet
Membre du CDE, elle est également présidente du Comité d'embellissement de l'école. Arborant des piercings ainsi qu'un cache-œil sur son œil gauche, elle semble être particulièrement instable et obsédée par le fait de mettre sa vie en danger ; on le voit notamment lorsqu'elle joue à la roulette russe.
N'ayant que faire de son argent et des paris, elle développe cette obsession à cause de la présidente du CDE, Kirari Momobami. En guise de payement pour une dette de 300 millions de yens, cette dernière avait manifesté l'envie de lui retirer son œil gauche. Midari s'était alors crevé l'œil avec un stylo-plume.
Elle est également obsédée par Yumeko, car elle sent que la « folie du jeu » de la jeune fille pourrait en faire celle qui accepterait de jouer sa vie contre elle. Yumeko va cependant réussir à faire échouer son jeu, devinant que la seule intention de Midari est de souffrir, et même de mourir.
Yumemi Yumemite (夢見弖 ユメミ, Yumemite Yumemi)
Voix japonaise : Yū Serizawa (ja), voix française : Sandra Vandroux
En public, une idole à temps partiel dans l'espoir d'y trouver le succès et la directrice des relations publiques du CDE. Elle espère secrètement être une actrice primée d'un Oscar à Hollywood dans le futur et déteste devoir faire face à ses fans, les jugeant dégoûtants et pervers.
Elle défie Yumeko à un jeu de morpion avec des défis d'émission de variétés.
Kaede Manyūda (豆生田 楓, Manyūda Kaede)
Voix japonaise : Tomokazu Sugita, voix française : Michaël Maïnö
L'ambitieux trésorier du CDE cherchant à en devenir le président à la première occasion.
Runa Yomozuki (黄泉月 るな, Yomozuki Runa)
Voix japonaise : Mayu Udono, voix française : Yaëlle Labartino
Une membre du CDE qui aime les jeux vidéo et est toujours vue portant un hoodie avec des oreilles de lapin. Elle passe son temps à narguer divers étudiants. En tant que joueuse, son habileté n'a pas été révélée, mais dans « l'arc de la réélection » du manga, elle s'est révélée être une médiatrice totalement impartiale.
Sayaka Igarashi (五十嵐 清華, Igarashi Sayaka)
Voix japonaise : Ayaka Fukuhara (ja), voix française : Sandra Vandroux
Secrétaire du CDE, elle surveille les faits et gestes de Yumeko pour la Présidente. C'est elle qui s'est occupée du « Jeu de Remplacement des Dettes », durant lequel elle a assuré le rôle de croupier dans le groupe de Yumeko, notant au passage que celle-ci n'agissait pas logiquement avec l'argent.
Kirari Momobami (桃喰 綺羅莉, Momobami Kirari)
Voix japonaise : Miyuki Sawashiro, voix française : Anais Jouishomme
La présidente du CDE. C'est elle qui a instauré le système de « bétail » qui régit l'école et a créé les « castes ». Elle a gagné sa place de présidente en pariant avec l'ancienne présidente du CDE. Elle s'intéresse de très près à Yumeko ainsi qu'à Mary, à qui elle proposera de rejoindre le CDE. C'est elle qui a rendu Midari borgne et qui est à l'origine de son obsession pour le danger.
Ririka Momobami (桃喰 リリカ, Momobami Ririka)
Voix japonaise : Miyuki Sawashiro, voix française : Anais Jouishomme (saison 1) ; Florence Merle (saison 2)
L'indéfinissable et silencieuse vice-présidente portant le masque d'un visage souriant, qui se tient souvent aux côtés de Kirari. Elle s'est révélée être la sœur jumelle de Kirari.

#### Le clan Momobami
Le clan Momobami (百喰一族, Momobami Ichizoku) est composé de multiples branches secondaires et d'une famille principale, les Momobami (桃喰), dont Kirari est la représentante. Les représentants de plusieurs familles secondaires interviennent lors de l'élection présidentielle du Conseil des élèves, après que Kirari leur ait annoncé que le vainqueur deviendrait également le chef de la famille.
Terano Tōtōbami (等々喰 定楽乃, Tōtōbami Terano)
Voix japonaise : Megumi Han, voix française : Johanna Tixier
Elle déteste Kirari et veut absolument prendre sa place. Elle est d'un naturel calme.
Yumi Tōtōbami (等々喰 ユミ, Tōtōbami Yumi)
Voix japonaise : Haruno Inoue (ja), voix française : Sonia Petit
Elle est l'exact opposé de sa sœur Terano. C'est une personne très joyeuse et optimiste, mais qui ne s'intéresse pas aux jeux. Elle passe la plupart du temps à se promener ou à regarder sa sœur jouer.
Erimi Mushibami (蟲喰 恵利美, Mushibami Erimi)
Voix japonaise : Ayana Taketatsu, voix française : Sonia Petit
Une petite fille aux yeux vairons qui est vêtue d'une tenue gothic lolita. Erimi est issue d'une famille de tortionnaires et utilise son propre appareil, la « guillotine trancheuse de doigts » (指切りギロチン, Yubikiri Girochin), dans un jeu contre Yumeko et Midari.
Miyo Inbami (陰喰 三欲, Mushibami Erimi)
Voix japonaise : Yumi Uchiyama, voix française : Elodie Lasne
Une fille issue d'une famille d'apothicaires et d'empoisonneurs, qui partage une méthode de communication secrète avec sa sœur Miri, même après en avoir été séparée. Elle a secrètement empoisonné Yumeko pour l'embarquer avec ses amis dans un jeu de cartes mettant en jeu la vie de Yumeko.
Miri Yōbami (陽喰 三理, Yōbami Miri)
Voix japonaise : Rumi Ōkubo (ja), voix française : Déborah Arguel
Elle est la petite sœur de Miyo avec qui elle partage une méthode de communication secrète, même après en avoir été séparée.
Sumika Warakubami (和楽喰 淑光, Warakubami Sumika)
Voix japonaise : Ayahi Takagaki, voix française : Angélique Heller
Une fille à la voix douce avec une apparence effrayante, qui cache son visage derrière un masque. Elle s'est révélée être une célèbre actrice de Hollywood (son nom de scène est Kawaru Natari), issue d'une famille d'artistes extrêmement talentueux. Elle affronte Yumemi et Yumeko dans le cadre d'une émission de variétés divisée en trois parties.
Nozomi Komabami (狛喰希, Komabami Nozomi)
Voix japonaise : Sayaka Kitahara
Elle est issue d'une famille qui travaille dans la finance depuis des générations. Elle est toujours accompagnée de son saint-bernard. Elle est persévérante et fait beaucoup d'efforts, même si elle peut facilement être manipulée.
Miloslava Honebami (骨喰 ミラスラーヴァ, Honebami Mirasurāva)
Voix japonaise : Mitsuki Saiga, voix française : Emmanuelle Lambrey
Elle est une fille très stoïque et avisée, appartenant à une famille de « nettoyeurs », avec une habileté implicite en interrogatoire et assassinat.
Ibara Obami (尾喰 茨, Obami Ibara)
Voix japonaise : Yoshimasa Hosoya (ja), voix française : Julien Rampon
Ibara Obami est un garçon direct et agressif, avec un tatouage de chaîne autour du cou. Il est souvent aux côtés de Rin.
Rin Obami (尾喰 凛, Obami Rin)
Voix japonaise : Akira Ishida, voix française : Stéphane Ducreux
Il est issu d'une famille connue pour faire de la fraude depuis des générations.
Rei Batsubami (×喰 零, Batsubami Rei)
Voix japonaise : Romi Park, voix française : Marie Dessalle
Personnage original de la série d'animation. Rei Batsubami est une fille androgyne qui organise des jeux pour le clan Momobami, mais préférant elle-même éviter d'y participer. Elle est en réalité une esclave d'une famille déchue du clan des Momobami, ce dont elle garde un sentiment de rancœur et de vengeance. Elle avait secrètement prévu de prendre le contrôle du clan en organisant le jeu de la Vente aux enchères de 100 votes pour finalement terminer dans un dernier pari de pile ou face face à Yumeko, où Rei mettra en jeu tout ce qu'elle possède – y compris sa propre vie, estimée à 3 milliards de yens – contre l'identité de Yumeko, c'est-à-dire son nom de famille, Jabami.

## Production et supports

### Manga
Le scénariste Homura Kawamoto et l'artiste Tōru Naomura ont commencé à prépublier Kakegurui dans le numéro du Monthly Gangan Joker, un magazine de prépublication de manga de Square Enix, publié le 22 mars 2014,. Le manga est basé sur une première série prototype, intitulée Dominium: Gokushiki shōjo to tobaku-den (ドミニウム〜極色少女賭󠄀博伝〜), que Kawamoto a mise en ligne avec la société Shintosha sous le pseudonyme Gyūnyū (牛乳),. Les chapitres sont rassemblés et édités dans le format tankōbon par Square Enix, avec le premier volume publié en octobre 2014 ; le 22 mars 2025, la série compte dix-neuf volumes tankōbon. Une édition colorée des trois premiers volumes est publiée en ligne sur les principaux librairies numériques au Japon en janvier 2019.
En Amérique du Nord, le manga est publié par la maison d'édition Yen Press sous le titre Kakegurui - Compulsive Gambler. En mars 2017, Soleil Productions annonce avoir obtenu les droits de la série, qu'elle publie dans sa collection Soleil Manga sous le titre Gambling School. Avec une traduction de Julie Gerriet, les deux premiers tomes sont publiés le 28 juin 2017,.

#### Liste des volumes
| no | Japonais          | Japonais          | Français          | Français          |
| no | Date de sortie    | ISBN              | Date de sortie    | ISBN              |
| -- | ----------------- | ----------------- | ----------------- | ----------------- |
| 1  | 22 octobre 2014   | 978-4-7575-4449-9 | 28 juin 2017      | 978-2-302-06226-9 |
| 2  | 22 décembre 2014  | 978-4-7575-4510-6 | 28 juin 2017      | 978-2-302-06227-6 |
| 3  | 22 juin 2015      | 978-4-7575-4672-1 | 27 septembre 2017 | 978-2-302-06407-2 |
| 4  | 22 décembre 2015  | 978-4-7575-4837-4 | 29 novembre 2017  | 978-2-302-06564-2 |
| 5  | 21 mai 2016       | 978-4-7575-4983-8 | 21 mars 2018      | 978-2-302-06858-2 |
| 6  | 22 février 2017   | 978-4-7575-5251-7 | 20 juin 2018      | 978-2-302-06991-6 |
| 7  | 22 juin 2017      | 978-4-7575-5382-8 | 26 septembre 2018 | 978-2-302-07138-4 |
| 8  | 22 août 2017      | 978-4-7575-5448-1 | 28 novembre 2018  | 978-2-302-07284-8 |
| 9  | 27 janvier 2018   | 978-4-7575-5594-5 | 3 avril 2019      | 978-2-302-07556-6 |
| 10 | 22 août 2018      | 978-4-7575-5816-8 | 3 juillet 2019    | 978-2-302-07671-6 |
| 11 | 22 mars 2019      | 978-4-7575-6000-0 | 20 novembre 2019  | 978-2-302-07905-2 |
| 12 | 21 décembre 2019  | 978-4-7575-6437-4 | 19 août 2020      | 978-2-302-08338-7 |
| 13 | 22 juin 2020      | 978-4-7575-6703-0 | 24 février 2021   | 978-2-302-09075-0 |
| 14 | 22 février 2021   | 978-4-7575-7101-3 | 13 octobre 2021   | 978-2-302-09471-0 |
| 15 | 21 octobre 2021   | 978-4-7575-7533-2 | 23 février 2022   | 978-2-302-09634-9 |
| 16 | 22 septembre 2022 | 978-4-7575-8147-0 | 1er août 2023     | 978-2-302-10090-9 |
| 17 | 22 juillet 2023   | 978-4-7575-8674-1 | 14 août 2024      | 978-2-302-10385-6 |
| 18 | 22 juillet 2024   | 978-4-7575-9308-4 | 25 juin 2025      | 978-2-302-10525-6 |
| 19 | 22 mars 2025      | 978-4-7575-9760-0 |                   |                   |

### Séries dérivées
Une série de manga spin-off, intitulée Kakegurui Twin (賭ケグルイ 双, Kakegurui Tsuin) est dessinée par Kei Saiki. Elle est également publiée dans le Gangan Joker depuis le 19 septembre 2015, et se termine le 22 juillet 2023. Le 22 juillet 2024, quinze volumes tankōbon sont disponibles. En mars 2018, Soleil Productions annonce l'acquisition des droits pour la version française du manga à laquelle elle publie dans sa collection Soleil Manga sous le nom Gambling School Twin. Avec une traduction de Julie Gerriet, le premier tome est sorti le 4 juillet 2018,.
Une autre série de manga comique spin-off, en format quatre cases, est publiée depuis le 22 décembre 2016 dans le même magazine. Elle s'intitule Kakegurui (Kakkokari) (賭ケグルイ（仮）) et est dessinée par Taku Kawamura,. Le 22 juillet 2023, dix volumes tankōbon sont sortis.
Une troisième série spin-off, dessinée par Yūichi Hiiragi, s'intitule Kakegurui Midari (賭ケグルイ 妄). Elle est prépubliée sur l'application mobile Manga Up! de Square Enix entre le 21 février 2017 et le 19 mai 2020. La série est composée au total de quatre volumes tankōbon.

### Light novel
Un light novel écrit par Hikaru Muno, qui est le petit frère de Homura Kawamoto, avec des illustrations de Tōru Naomura, est publié en août 2017. Intitulé Kakegurui Trip (賭ケグルイ悦, Torippu), le roman suit le séjour de nos personnages principaux sur une île tropicale où se trouve un casino détenu par l'école, et où un nouveau personnage fait son apparition.
Un second roman des mêmes auteurs, intitulé Kakegurui Joker (賭ケグルイ戯, Jōkā), est sorti en mars 2019 et est l'adaptation du film live-action.

#### Liste des volumes
| no | Japonais                               | Japonais       | Japonais          |
| no | Titre                                  | Date de sortie | ISBN              |
| -- | -------------------------------------- | -------------- | ----------------- |
| 1  | Kakegurui Trip (賭ケグルイ悦, Torippu) | 22 août 2017   | 978-4-7575-5450-4 |
| 2  | Kakegurui Joker (賭ケグルイ戯, Jōkā)   | 22 mars 2019   | 978-4-7575-6066-6 |

### Anime
Une adaptation en série télévisée d'animation, réalisée par le studio MAPPA, a été diffusée pour la première fois au Japon entre le 1er juillet et le 23 septembre 2017 sur Tokyo MX, MBS, BS11, et un peu plus tard sur RKB et TVA,. Netflix détient les droits exclusifs de diffusion en ligne de l'anime, dont la diffusion à l'étranger commence à partir du 1er février 2018. La série est réalisée sous la direction de Yuichiro Hayashi, avec les scripts de Yasuko Kobayashi et les chara-designs de Manabu Akita,,. TECHNOBOYS PULCRAFT GREEN-FUND a composé la musique de la série. Elle est composée de 12 épisodes de 24 minutes. Il a été annoncé que ce douzième et dernier épisode conclurait la série avec une fin originale écrite par l'auteur du manga lui-même, Homura Kawamoto.
Révélée en début janvier 2018 par le site d'informations Anime Recorder en diffusant une image avec l'annonce, une seconde saison est confirmée un peu plus tard lors du Festival culturel de l'Académie privée Hyakkaō,. Intitulée Kakegurui ×× (賭ケグルイ××), elle est diffusée au Japon entre le 9 janvier et le 27 mars 2019 sur MBS et TVA, et ultérieurement sur Netflix Japan, Tokyo MX, RKB et BS NTV,. Netflix détient les droits exclusifs de diffusion en ligne de l'anime, dont la diffusion à l'étranger a commencé depuis 1er février 2018. Cette seconde saison est composée de 12 épisodes de 24 minutes, répartis dans deux coffrets Blu-ray/DVD,.
Netflix diffuse également une version doublée en français des deux saisons réalisée par BTI Studios et le studio Anatole, sous la direction artistique de Fred Roux pour la première saison et Raphaël Pirabot pour la seconde, avec des dialogues adaptés par Sandra Dumontier, Olivier Coudert et Roxane Leca.
La chanson de l'opening de la première saison est interprétée par Tia, tandis que celle de la seconde saison est chantée par JUNNA,. Le groupe D-Selections est crédité pour les ending de la série,.
Le manga Gambling School Twin est adapté en ONA de six épisodes le 4 août 2022.

#### Liste des épisodes
| Gambling School (1er saison) | Gambling School (1er saison)            | Gambling School (1er saison)              | Gambling School (1er saison) |
| No                           | Titre de l'épisode en français          | Titre original                            | Date de 1re diffusion        |
| ---------------------------- | --------------------------------------- | ----------------------------------------- | ---------------------------- |
| 1                            | Une fille nommée Yumeko Jabami          | 蛇喰夢子という女 Jabami Yumeko to iu onna | 1er juillet 2017             |
| 2                            | Une fille pitoyable                     | つまんない女 Tsuman'nai onna              | 8 juillet 2017               |
| 3                            | La fille aux yeux bridés                | 糸目の女 Itome no onna                    | 15 juillet 2017              |
| 4                            | La fille qui était devenue un animal    | 家畜になった女 Kachiku ni natta onna      | 22 juillet 2017              |
| 5                            | La fille devenue humaine                | 人間になった女 Ningen ni natta onna       | 29 juillet 2017              |
| 6                            | La fille qui invite                     | 誘う女 Sasou onna                         | 12 août 2017                 |
| 7                            | Les filles qui refusent                 | 拒絶する女たち Kyozetsu suru onna-tachi   | 19 août 2017                 |
| 8                            | La fille qui est une idole              | 愛踊る女 Aidoru onna                      | 26 août 2017                 |
| 9                            | La fille qui a la tête dans les étoiles | 夢見る女 Yumemiru onna                    | 2 septembre 2017             |
| 10                           | La fille qui choisit                    | 選択する女 Sentaku suru onna              | 9 septembre 2017             |
| 11                           | La fille qui mettrait sa vie en jeu     | 人生を賭ける女 Jinsei o kakeru onna       | 16 septembre 2017            |
| 12                           | La fille accro au jeu                   | 賭ケグルイの女 Kakegurui no onna          | 23 septembre 2017            |

| Gambling School ×× (2de saison) | Gambling School ×× (2de saison)      | Gambling School ×× (2de saison)                  | Gambling School ×× (2de saison) |
| No                              | Titre de l'épisode en français       | Titre original                                   | Date de 1re diffusion           |
| ------------------------------- | ------------------------------------ | ------------------------------------------------ | ------------------------------- |
| 1                               | Les filles qui jouent encore         | 再ビ賭ケ狂ウ女タチ Futatabi kakeguruu onna-tachi | 9 janvier 2019                  |
| 2                               | Les filles de la famille Momobami    | 百喰一族の女たち Momobami Ichizoku no onna-tachi | 16 janvier 2019                 |
| 3                               | Cette fille ne peut pas être touchée | この女触れるべからず Kono onna fureru bekarazu   | 23 janvier 2019                 |
| 4                               | Les filles qui communiquent          | 通じる女たち Tsūjiru onna-tachi                  | 30 janvier 2019                 |
| 5                               | La fille qui change                  | かわる女 Kawaru onna                             | 6 février 2019                  |
| 6                               | La Star hollywoodienne               | ハリウッドスターの女 Hariuddo Sutā no onna       | 13 février 2019                 |
| 7                               | La Traîtresse                        | 裏切りの女 Uragiri no onna                       | 20 février 2019                 |
| 8                               | La fille qui ne perd pas             | 負けない女 Makenai onna                          | 27 février 2019                 |
| 9                               | La fille en marge                    | 傍の女 Hata no onna                              | 6 mars 2019                     |
| 10                              | La Fille logique                     | 理の女 Ri no onna                                | 13 mars 2019                    |
| 11                              | La fille qui porte le ×              | ×を背負う女 Batsu o seou onna                    | 20 mars 2019                    |
| 12                              | La Fille du Zéro                     | 零の女 Rei no onna                               | 27 mars 2019                    |

#### Musiques
| Saison                          | Début                                                   | Début      | Fin                                              | Fin          |
| Saison                          | Titre                                                   | Artiste(s) | Titre                                            | Artiste(s)   |
| ------------------------------- | ------------------------------------------------------- | ---------- | ------------------------------------------------ | ------------ |
| Gambling School (1re saison)    | Deal with the Devil (litt. « Pactiser avec le diable ») | Tia        | LAYon-theLINE (litt. « Jouer cartes sur table ») | D-Selections |
| Gambling School ×× (2de saison) | Kono Yubi Tomare (コノユビトマレ)                       | JUNNA      | AlegriA                                          | D-Selections |

### Adaptationslive-action

#### Séries télévisées
Il a été annoncé en novembre 2017 que la série recevrait également une adaptation en drama et que celle-ci serait réalisée par Tsutomu Hanabusa,. Ce drama a été diffusé pour la première fois au Japon sur MBS, entre le 15 janvier et le 19 mars 2018, et sur TBS le 17 janvier et le 22 mars 2018,,. Minami Hamabe, Mahiro Takasugi et Aoi Morikawa interprètent respectivement les personnages principaux de Yumeko Jabami, Ryōta Suzui et Mary Saotome,. À l'étranger, la série est diffusée en streaming par Netflix.
Lors d'un événement organisé pour la sortie des coffrets Blu-ray/DVD de la série en août 2018, une seconde saison a été annoncée pour une diffusion au printemps 2019,. Elle est diffusée au Japon dans la case horaire Dramaism sur MBS entre le 1er et le 29 avril 2019, et sur TBS depuis le 3 avril 2019,.
En décembre 2020, Square Enix annonce que la série dérivée Kakegurui Twin est adaptée en drama. Shinya Nagano est le réalisateur de ce projet avec Minato Takano et Tsutomu Hanabusa qui en sont scénaristes, dont Hanabusa est également crédité en tant que réalisateur en chef. La série de 8 épisodes est diffusée sur Amazon Prime Video, avec la sortie de deux épisodes chaque semaine à partir du 26 mars 2021.

#### Films
Une adaptation en film live-action a également été révélée en août 2018,. Celle-ci est sortie le 3 mai 2019 au Japon par la société de distribution GAGA (ja). Le scénario du long-métrage, sous la supervision du scénariste du manga Minato Takano, introduit de nouveaux personnages et de nouveaux contenus, dont l'apparition d'un nouveau groupe d'influence au sein de l'école appelé Village, qui s'oppose à la fois au Conseil des élèves et à Yumeko,.
Fin août 2020, l'équipe de production confirme qu'un deuxième film est prévu pour 2021. Intitulé Kakegurui: Zettai zetsumei Russian Roulette (賭ケグルイ 絶体絶命ロシアンルーレット), Tsutomu Hanabusa est de nouveau le réalisateur du projet dont il est également le scénariste avec l'aide de Minato Takano,. Initialement prévu pour le 29 avril 2021, le film est repoussé au 1er juin 2021 du fait de la pandémie de Covid-19.

#### Distribution
| Personnages principaux | Personnages principaux |
| Acteur/Actrice         | Personnage             |
| ---------------------- | ---------------------- |
| Minami Hamabe          | Yumeko Jabami          |
| Mahiro Takasugi (ja)   | Ryōta Suzui            |
| Aoi Morikawa (ja)      | Mary Saotome           |

| Conseil des élèves            | Conseil des élèves |
| Acteur/Actrice                | Rôle               |
| ----------------------------- | ------------------ |
| Taishi Nakagawa               | Kaede Manyūda      |
| Yurika Nakamura (ja)          | Sayaka Igarashi    |
| Natsume Mito (ja)             | Runa Yomozuki      |
| Ruka Matsuda (ja)             | Itsuki Sumeragi    |
| Natsumi Okamoto (ja)          | Yuriko Nishinotōin |
| Sayuri Matsumura (Nogizaka46) | Yumemi Yumemite    |
| Elaiza Ikeda                  | Kirari Momobami    |
| Elaiza Ikeda                  | Ririka Momobami    |

| Première saison     | Première saison |
| Acteur/Actrice      | Rôle            |
| ------------------- | --------------- |
| Yūma Yamoto (ja)    | Jun Kiwatari    |
| Kiyo Matsumoto (ja) | Nanami Tsubomi  |
| Miki Yanagi (ja)    | Midari Ikishima |

| Seconde saison        | Seconde saison |
| Acteur/Actrice        | Rôle           |
| --------------------- | -------------- |
| Hio Miyazawa (ja),    | Amane Murasame |
| Haruka Fukuhara (ja), | Jueri Arukibi  |
| Marika Itō (ja),      | Tomu Inuhachi  |
| Akira Onodera (ja),   | Kyū Nitobe     |

| Kakegurui: Zettai zetsumei Russian Roulette | Kakegurui: Zettai zetsumei Russian Roulette |
| Acteur/Actrice                              | Rôle                                        |
| ------------------------------------------- | ------------------------------------------- |
| Ryūsei Fujii (ja) (Johnny's WEST)           | Makuro Shikigami                            |
| Tomoka Takeda (HKT48)                       | Yobuko Kitakouji                            |

| Kakegurui Twin                        | Kakegurui Twin     |
| Acteur/Actrice                        | Rôle               |
| ------------------------------------- | ------------------ |
| Hayato Sano (ja)                      | Aoi Mibuomi        |
| Erika Ikuta (Nogizaka46)              | Sakura Miharutaki  |
| Shiori Akita (ja)                     | Tsuzura Hanatemari |
| Minori Hagiwara (ja)                  | Yukimi Togakushi   |
| Mijika Nagai (ja)                     | Sachiko Juraku     |
| Mirei Sasaki (ja) (Hinatazaka46 (en)) | Mikura Sado        |
| Riko Fukumoto (ja)                    | Kokoro Aiura       |
| Atsuhiro Inukai (ja)                  | Nagi Kamishimo     |

#### Musiques
La chanson de l'opening de la première saison est interprétée par Re:versed (ja) ; tandis que le groupe PassCode (ja) interprète celle de la seconde, qui est également utilisée pour le film,. Le groupe BIGMAMA (ja) est crédité pour les chansons thème de la série. Pour la série dérivée Kakegurui Twin, la chanson principale est composée par Sōshi Sakiyama (ja).
La chanson principale du film est interprétée par Soraru. La chanson de Milet est utilisée pour le seconde film.
| Format                      | Opening                  | Opening        | Thème                                   | Thème          |
| Format                      | Titre                    | Artiste(s)     | Titre                                   | Artiste(s)     |
| --------------------------- | ------------------------ | -------------- | --------------------------------------- | -------------- |
| Drama (1re saison)          | Ichikabachika (一か八か) | Re:versed (ja) | Strawberry Feels                        | BIGMAMA (ja)   |
| Drama (2de saison)          | Ichikabachika (一か八か) | PassCode (ja)  | mummy mummy                             | BIGMAMA (ja)   |
| Film live-action (1er film) | Ichikabachika (一か八か) | PassCode (ja)  | I Fake Me (アイフェイクミー, Aifeikumī) | Soraru         |
| Kakegurui Twin (drama)      | Ichikabachika (一か八か) | NC             | Gyakkō (逆行)                           | Sōshi Sakiyama |
| Film live-action (2d film)  | NC                       | NC             | checkmate                               | Milet          |

### Jeux vidéo
Une adaptation en jeux vidéo de simulation pour mobile, intitulée Kakegurui: Cheating Allowed (賭ケグルイ チーティングアロード, Kakegurui Chītingu Arōdo), est développée par Wizcorp et éditée par avex pictures. Le jeu est lancé le 20 novembre 2018 en free-to-play, avec une présence de micropaiement, sur les appareils fonctionnant sous iOS ou Android,,. Le service a pris fin le 27 mars 2020.

### Liste des jeux de la série
- Poker Choice - S1Ep10 et 11 :
2 joueurs; 1 paquet de 54 cartes dans lequel on retire 1 joker; jetons de poker ou mise à parier; But du jeu : le premier qui n'a plus rien à parier à perdu. 5 cartes faces cachées sont distribuées, les joueurs regardent leurs cartes et décident, ou non, d'en défausser une ou plusieurs; les cartes sont défaussées en simultanée au milieu face visible; les joueurs piochent le nombre de cartes défaussées; puis l'un commence à miser, l'autre fait de même; chaque joueur peut miser par-dessus sa mise initiale autant de fois que possible; il est interdit de se coucher; le joueur avec la mise la plus haute décide de la main qui sera gagnante : la + forte ou la + faible (les combinaisons de cartes sont celles du poker classique). Le joueur avec la main annoncée gagne la manche; autant de manches se feront dans que les joueurs auront encore à miser (les mises de départs n'ont pas pour obligation d'être égales, ni définitives). 

## Accueil
Lors d'une bande-annonce du drama en début janvier 2018, il a été révélé que la série s'était vendue en 3.7 millions d'exemplaires imprimés. Fin janvier 2018, il a été annoncé sur Twitter que la série de manga avait atteint les 4 millions d'exemplaires imprimés,. En février 2019, le tirage de l'ensemble de la franchise s'élève à 5 millions d'exemplaires.
Pour la deuxième édition des Next Manga Awards (次にくるマンガ大賞, Tsugini kuru manga taishō, litt. « Grand prix des prochains mangas ») organisé par le magazine Da Vinci de Media Factory et le site web Niconico, dont les résultats sont publiés le 5 février 2016, la série se retrouve à la 3e place.